# Abwehrflammenwerfer 42

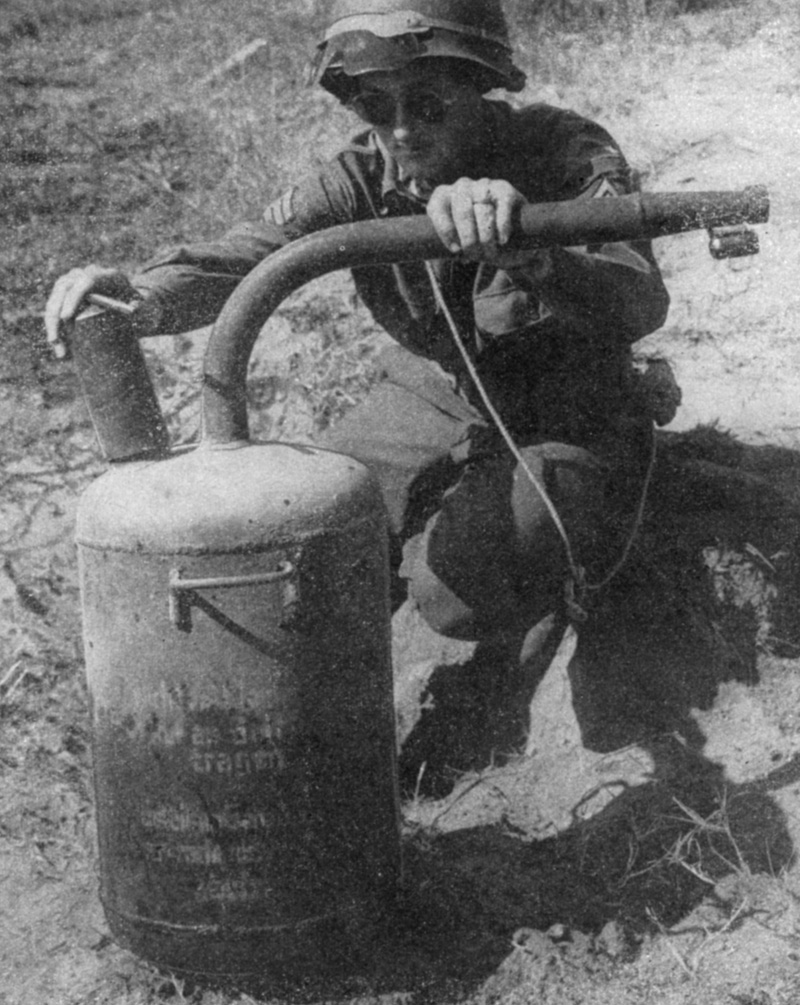
Un soldat américain manipulant un lance-flammes statique allemand, sans doute un Abwehrflammenwerfer 42.

L'Abwehrflammenwerfer 42 est un lance-flammes statique défensif allemand, ou une mine incendiaire utilisé pendant la Seconde Guerre mondiale. Le design a été copié sur les mines russes FOG-1 qui ont été rencontrées en 1941 lors de l'opération Barbarossa. Ils étaient généralement enterrés à intervalles de 12 à 30 mètres protégeant des barrages routiers, des plages de débarquement, les jetées d'un havre et d'autres obstacles. Ils étaient normalement mélangés avec d'autres mines ou mis en place derrière des fils de fer barbelé. Ils pouvaient être mis à feu sur commande ou déclenchée par un fil ou d'autres dispositifs.
La mine se composait d'un grand fût cylindrique de carburant, de 53 centimètres de haut et 30 centimètres de diamètre, et d'un volume de 29,5 litres. Il était rempli d'un liquide noir visqueux, un mélange d'huile légère, moyenne, et lourde. Un deuxième cylindre plus petit, de 67 millimètres de diamètre et de 25 centimètres de haut, était monté sur le dessus du cylindre de carburant, il contenait de la poudre servant à la propulsion, qui était normalement soit de la poudre noire ou un mélange de nitrocellulose et de dinitrate de diéthylèneglycol. Un tube d'échappement des flammes était fixé au centre sur le dessus du cylindre de carburant. Ce tube de 50 millimètres de diamètre se dressait verticalement au centre du fût de carburant, puis était incurvé horizontalement sur environ 50 centimètres. Lorsque la mine était enterrée, seul le tube d'échappement dépassait normalement du sol.
Lorsque la mine était déclenchée, un pétard allumait le gaz propulseur, créant une bouffée de gaz chaud qui propulsait le carburant du cylindre principal vers l'extérieur du travers du tube d'échappement. Un second pétard enflammait le carburant quand il sortait du tube d'échappement. Le flux de combustible brûlant projeté faisait 4,5 mètres de largeur par 2,7 mètres de haut. Il avait une portée d'environ 27 mètres, et durait environ 1,5 seconde.

### Sources
- TM-E 30-451, Handbook on German Military Forces, War Department
- Flamethrowers of the German Army 1914-1945 by Fred Koch
- David Westwood, German Infantryman (3) Eastern Front 1943-45, Osprey Publishing, coll. « Warrior », 2005 (ISBN 978-1-84176-780-2)
- (en) « "Fougasse Flame Throwers" from Intelligence Bulletin, November 1944 », lonesentry.com (consulté le 3 août 2010)